# 王雅丽
王雅丽（1968年1月—），山西省大同市人，中华人民共和国医生，女性，汉族，无党派，山西省大同市第三人民医院消化内科主任，第十三届全国人民代表大会山西省代表。
2018年2月24日，当选为第十三届全国人大代表。